# Fußball-Weltmeisterschaft 1958/Statistik
Dieser Artikel gibt einen Überblick über die Rekorde und Statistiken zur Fußball-Weltmeisterschaft 1958.

## Abschlusstabelle WM 1958
Die folgende Rangliste berücksichtigt die Kriterien der FIFA.
| Rang | Mannschaft       | Spiele | Siege | Unentschieden | Niederlagen | Tore  | Tordifferenz | Punkte |
| ---- | ---------------- | ------ | ----- | ------------- | ----------- | ----- | ------------ | ------ |
| 1    | Brasilien        | 6      | 5     | 1             | 0           | 16:4  | +12          | 11:1   |
| 2    | Schweden         | 6      | 4     | 1             | 1           | 12:7  | +5           | 9:3    |
| 3    | Frankreich       | 6      | 4     | 0             | 2           | 23:15 | +8           | 8:4    |
| 4    | BR Deutschland   | 6      | 2     | 2             | 2           | 12:14 | −2           | 6:6    |
| 5    | Jugoslawien      | 4      | 1     | 2             | 1           | 7:7   | ±0           | 4:4    |
| 6    | Wales (E)        | 5      | 1     | 3             | 1           | 4:4   | ±0           | 5:5    |
| 7    | Sowjetunion (E)  | 5      | 2     | 1             | 2           | 5:6   | −1           | 5:5    |
| 8    | Nordirland (E)   | 5      | 2     | 1             | 2           | 6:10  | −4           | 5:5    |
| 9    | Tschechoslowakei | 4      | 1     | 1             | 2           | 9:6   | +3           | 3:5    |
| 10   | Ungarn           | 4      | 1     | 1             | 2           | 7:5   | +2           | 3:5    |
| 11   | England          | 4      | 0     | 3             | 1           | 4:5   | −1           | 3:5    |
| 12   | Paraguay         | 3      | 1     | 1             | 1           | 9:12  | −3           | 3:3    |
| 13   | Argentinien      | 3      | 1     | 0             | 2           | 5:10  | −5           | 2:4    |
| 14   | Schottland       | 3      | 0     | 1             | 2           | 4:6   | −2           | 1:5    |
| 15   | Österreich       | 3      | 0     | 1             | 2           | 2:7   | −5           | 1:5    |
| 16   | Mexiko           | 3      | 0     | 1             | 2           | 1:8   | −7           | 1:5    |

Anmerkungen:
- Entscheidend für die Reihenfolge nach FIFA-Kriterien ist zunächst die erreichte Runde (Sieger, Finalist, Dritter, Halbfinalist, Viertelfinalist, Vorrunde). Ist die erreichte Runde gleich, entscheiden der Reihe nach die Zahl der Punkte, die Tordifferenz, die Zahl der geschossenen Tore und der direkte Vergleich. Entscheidungsspiele um Platz 2 in den Gruppen sind in die Tabelle eingerechnet, werden aber von der FIFA für die Platzierung nicht berücksichtigt. In der Verlängerung entschiedene Spiele werden mit dem Stand nach 120 Minuten gewertet.[1]
- (E) = Erstteilnehmer

## Spieler
- Ältester Spieler: Ángel Labruna (Argentinien) mit 39 Jahren (2 Einsätze)
- Jüngster Spieler: Pelé (Türkei) mit 17 Jahren (4 Einsätze)

Anmerkung: Nicht von allen Spielern sind die Geburtsdaten bekannt.

## Torschützen
- Erster Torschütze: Agne Simonsson (Schweden) in der 17. Minute des Spiels gegen Mexiko
- Jüngster Torschütze: Pelé (Brasilien) mit 17 Jahren und 239 Tagen (jüngster WM-Torschütze aller Zeiten), mit 17 Jahren und 249 Tagen auch jüngster Final-Torschütze
- Ältester Torschütze: Gunnar Gren (Schweden) mit 37 Jahren
- Ältester Final-Torschütze: Nils Liedholm (Schweden) mit 35 Jahren und 264 Tagen
- Schnellster Torschütze: Vavá (Brasilien) in der zweiten Minute des Halbfinal-Spiels gegen Frankreich
- Bobby Collins (Schottland) erzielte beim 3:2-Sieg gegen Paraguay das 500. WM-Tor
- Just Fontaine (Frankreich) wurde mit seinem 12. WM-Tor, das er in der 78. Minute des Spiels um Platz 3 gegen Deutschland erzielt hatte, neuer WM-Rekordtorschütze und steigerte den Rekord in der 89. Minute auf 13 Tore. Er verlor den Rekord bei der WM 1974

### Die besten Torschützen
Die 13 Tore von Just Fontaine sind bis heute (2022) Rekord für ein einzelnes WM-Turnier, auch wenn die besten vier Mannschaften nun ein Spiel mehr bestreiten müssen.
| Rang | Spieler           | Tore |
| ---- | ----------------- | ---- |
| 1    | Just Fontaine     | 13   |
| 2    | Helmut Rahn       | 6    |
|      | Pelé              | 6    |
| 4    | Peter McParland   | 5    |
|      | Vavá              | 5    |
| 6    | Kurt Hamrin       | 4    |
|      | Agne Simonsson    | 4    |
|      | Lajos Tichy       | 4    |
|      | Zdeněk Zikán      | 4    |
| 10   | Oreste Corbatta   | 3    |
|      | Raymond Kopa      | 3    |
|      | Roger Piantoni    | 3    |
|      | Hans Schäfer      | 3    |
|      | Todor Veselinović | 3    |

| Rang | Spieler              | Tore |
| ---- | -------------------- | ---- |
| 15   | Jorge Lino Romero    | 2    |
|      | José Altafini        | 2    |
|      | José Parodi          | 2    |
|      | Juan Bautista Agüero | 2    |
|      | Václav Hovorka       | 2    |
|      | Florencio Amarilla   | 2    |
|      | Aleksandar Petaković | 2    |
|      | Derek Kevan          | 2    |
|      | Milan Dvořák         | 2    |
|      | Anatoli Iljin        | 2    |
|      | Ivor Allchurch       | 2    |
|      | Uwe Seeler           | 2    |
|      | Nils Liedholm        | 2    |
|      | Maryan Wisnieski     | 2    |

Darüber hinaus gab es 32 Spieler mit einem Treffer.
Torschützenkönig des gesamten Wettbewerbs war ebenfalls der Franzose Just Fontaine mit seinen 13 Treffern aus der Endrunde.

## Trainer
- Jüngster Trainer: Albert Batteux (Frankreich) mit 38 Jahren
- Diese Teams wurden von ausländischen Trainern betreut: Mexiko wie 1954 vom Spanier Antonio López Herranz und Schweden wie 1950 vom Engländer George Raynor, der als erster ausländischer Trainer mit seiner Mannschaft auch das Finale erreichen konnte
- Sepp Herberger überbot am 11. Juni 1958 beim zweiten Gruppenspiel gegen die Tschechoslowakei mit seinem 10. WM-Spiel als Trainer den Rekord von Vittorio Pozzo, der Italien 1934 und 1938 bei neun WM-Spielen betreut hatte.

## Qualifikation
- Für diese WM hatten sich 52 Mannschaften gemeldet, 14 mehr als vier Jahre zuvor.
- Schweden als Gastgeber und Deutschland als Titelverteidiger waren automatisch qualifiziert.
- Uruguay, das zuvor als Gastgeber oder Titelverteidiger automatisch oder weil Gegner zurückzogen kampflos qualifiziert war bzw. nicht teilnahm, musste sich erstmals qualifizieren, was aber nicht gelang.
- Zum bisher einzigen Mal konnten sich alle britischen Mannschaften qualifizieren, was zum einen daran lag, dass sie nicht wie bei den beiden vorherigen Qualifikationen in einer Gruppe spielten und zum anderen daran, dass Wales aus dem Pool der ausgeschiedenen Mannschaften den Israelis zugelost wurde, gegen die die anderen zugedachten Mannschaften (Sudan und Ägypten) nicht antreten wollten oder wie Indonesien nur auf neutralem Platz spielen wollten, und die Waliser dann beide Spiele gegen Israel gewannen.
- Indonesien war erst nach einem torlosen Entscheidungsspiel gegen die Volksrepublik China aufgrund der Ergebnisse der ersten beiden Spiele (2:0 und 3:4) eine Runde weitergekommen.
- Die Republik China (Taiwan), die Türkei und Zypern, die von den britischen Behörden keine Ausreisegenehmigung erhielt, zogen ebenfalls zurück.
- Zum letzten Qualifikationsspiel zwischen Nordirland und Italien konnte der dafür vorgesehene Schiedsrichter wegen Nebel nicht anreisen. Das Spiel wurde daher unter der Leitung eines Nordiren als Freundschaftsspiel ausgetragen und endete 2:2. Das dann nachgeholte Spiel gewann Nordirland mit 2:1 und qualifizierte sich damit erstmals. Den Italienern hätte ein Remis gereicht.
- Zwischen den punktgleichen Mannschaften von Polen und der UdSSR gab es ein Entscheidungsspiel, da die bessere Tordifferenz der UdSSR nicht zählte. Die UdSSR gewann aber das Entscheidungsspiel und konnte sich damit erstmals qualifizieren.
- Erstmals nahm die Mannschaft der DDR an der Qualifikation teil, belegte hinter der Tschechoslowakei und Wales nur den letzten Tabellenplatz.

## Besonderheiten
- Bei dieser WM gab es letztmals Entscheidungsspiele um die Plätze 2 und 3, was bei drei Gruppen notwendig war. In zwei Fällen konnten sich die Mannschaften mit der schlechteren Tordifferenz (Nordirland und Wales) durch Siege gegen die Mannschaften mit der besseren Tordifferenz (Tschechoslowakei und Ungarn) für das Viertelfinale qualifizieren. Die Nordiren hatten aber auch das reguläre Gruppenspiel gegen die Tschechoslowakei gewonnen.
- Erstmals traf der amtierende Südamerikameister (Argentinien) auf den amtierenden Weltmeister (Deutschland) aus einer anderen Konföderation.
- Schweden ist bis heute der einzige Gastgeber, der im Endspiel verloren hat.
- Das Finale war das erste zwischen Mannschaften verschiedener Konföderationen
- Das Finale ist mit 5:2 Toren bis heute das torreichste Finale
- Das Spiel um Platz 3, wo Frankreich mit 6:3 Deutschland besiegte, ist ebenfalls das torreichste der WM-Geschichte
- Mit Brasilien konnte zum bisher einzigen Mal eine südamerikanische Mannschaft in Europa den Titel gewinnen. Es war auch der erste Finalsieg auf dem Gebiet einer anderen Konföderation.
- Der Jernvallen in Sandviken ist bis dato die nördlichste WM-Spielstätte (60° 37′ N)
- Billy Wright (England) war der erste Spieler, der zum dritten Mal als Spielführer teilnahm. Der Rekord wurde zwar in den folgenden Jahren von mehreren Spielern eingestellt, aber erst 2014 vom Mexikaner Rafael Márquez überboten und 2018 auf fünf Teilnahmen als Kapitän gesteigert.
- Für Brasilien begann bei dieser WM die längste Serie von Spielen ohne Niederlagen (13), die erst bei der WM 1966 endete.
- Für Brasilien endete mit dem torlosen Remis gegen England aber auch die 1930 begonnene längste Serie mit mindestens einem Tor pro Spiel (18 Spiele). Gleiches gilt für Deutschland, das seit 1934 bis zum Ende dieser WM in 18 Spielen immer mindestens ein Tor schoss, im ersten Spiel der WM 1962 aber erstmals torlos blieb.
- Für Mexiko endete bei dieser WM mit dem 1:1 gegen Wales die bis heute längste Niederlagenserie von 9 verlorenen Spielen seit 1930
- Der 4:0-Sieg der Franzosen gegen Nordirland ist einer der beiden höchsten Viertelfinalsiege nach der Vorrunde.

## Fortlaufende Rangliste
Brasilien und Deutschland belegen seit dieser WM ununterbrochen die ersten beiden Plätze der ewigen WM-Tabelle.
| Rang | Mannschaft               | Teilnahmen | Spiele | Siege | Unentschieden | Niederlagen | Tore  | Tordifferenz | Punkte |
| ---- | ------------------------ | ---------- | ------ | ----- | ------------- | ----------- | ----- | ------------ | ------ |
| 1    | Brasilien ↑2             | 6          | 23     | 14    | 4             | 5           | 66:31 | +35          | 32:14  |
| 2    | BR Deutschland ↑2        | 4          | 18     | 10    | 3             | 5           | 51:41 | +10          | 23:13  |
| 3    | Uruguay↓2                | 3          | 13     | 10    | 1             | 2           | 46:17 | +29          | 21:5   |
| 4    | Italien ↓2               | 4          | 14     | 10    | 1             | 3           | 33:18 | +15          | 21:7   |
| 5    | Ungarn (=)               | 4          | 16     | 9     | 1             | 5           | 54:24 | +30          | 19:11  |
| 6    | Schweden ↑8              | 4          | 16     | 8     | 2             | 6           | 38:35 | +3           | 18:14  |
| 7    | Jugoslawien (=)          | 4          | 13     | 6     | 3             | 4           | 23:20 | +3           | 15:11  |
| 8    | Frankreich ↑7            | 5          | 14     | 7     | 0             | 7           | 36:28 | +8           | 14:14  |
| 9    | Österreich ↓3            | 3          | 12     | 6     | 1             | 5           | 26:26 | ±0           | 13:11  |
| 10   | Schweiz ↓3               | 4          | 12     | 5     | 2             | 5           | 25:27 | −2           | 12:12  |
| 11   | Tschechoslowakei ↓1      | 4          | 13     | 5     | 2             | 6           | 23:22 | +1           | 12:14  |
| 12   | Argentinien (=)          | 3          | 9      | 5     | 0             | 4           | 25:22 | +3           | 10:8   |
| 13   | Spanien ↓4               | 2          | 9      | 4     | 2             | 3           | 14:15 | −1           | 10:8   |
| 14   | England ↑2               | 3          | 10     | 2     | 4             | 4           | 14:15 | −1           | 8:12   |
| 15   | Chile ↓2                 | 2          | 6      | 3     | 0             | 3           | 10:9  | +1           | 6:6    |
| 16   | Paraguay ↑2              | 3          | 7      | 2     | 2             | 3           | 12:19 | −7           | 6:8    |
| 17   | Vereinigte Staaten ↓3    | 3          | 7      | 3     | 0             | 4           | 12:21 | −9           | 6:8    |
| 18   | Wales (N)                | 1          | 5      | 1     | 3             | 1           | 4:4   | ±0           | 5:5    |
| 19   | Sowjetunion (N)          | 1          | 5      | 2     | 1             | 2           | 5:6   | −1           | 5:5    |
| 20   | Nordirland (N)           | 1          | 5      | 2     | 1             | 2           | 6:10  | −4           | 5:5    |
| 21   | Kuba ↓4                  | 1          | 3      | 1     | 1             | 1           | 5:12  | −7           | 3:3    |
| 22   | Rumänien ↓3              | 3          | 5      | 1     | 1             | 3           | 8:12  | −4           | 3:7    |
| 23   | Türkei ↓3                | 1          | 3      | 1     | 0             | 2           | 10:11 | −1           | 2:4    |
| 24   | Schottland ↑4            | 2          | 5      | 0     | 1             | 4           | 4:14  | −10          | 1:9    |
| 25   | Belgien ↓4               | 4          | 6      | 0     | 1             | 5           | 8:20  | −12          | 1:11   |
| 26   | Mexiko ↑5                | 4          | 11     | 0     | 1             | 10          | 9:39  | −30          | 1:21   |
| 27   | Polen ↓5                 | 1          | 1      | 0     | 0             | 1           | 5:6   | −1           | 0:2    |
| 28   | Norwegen ↓5              | 1          | 1      | 0     | 0             | 1           | 1:2   | −1           | 0:2    |
| 29   | Ägypten ↓5               | 1          | 1      | 0     | 0             | 1           | 2:4   | −2           | 0:2    |
| 30   | Niederländisch-Indien ↓5 | 1          | 1      | 0     | 0             | 1           | 0:6   | −6           | 0:2    |
| 31   | Peru ↓5                  | 1          | 2      | 0     | 0             | 2           | 1:4   | −3           | 0:4    |
| 32   | Niederlande ↓5           | 2          | 2      | 0     | 0             | 2           | 2:6   | −4           | 0:4    |
| 33   | Südkorea ↓4              | 1          | 2      | 0     | 0             | 2           | 0:16  | −16          | 0:4    |
| 34   | Bolivien ↓4              | 2          | 2      | 0     | 0             | 2           | 0:16  | −16          | 0:6    |

- Anmerkung: Kursiv gesetzte Mannschaften waren 1958 nicht dabei, die fett gesetzte Mannschaft gewann den Titel